# Cour constitutionnelle de Roumanie
Pour les autres articles nationaux ou selon les autres juridictions, voir Cour constitutionnelle.
La Cour constitutionnelle de Roumanie (roumain : Curtea Constituțională a României) est l'institution qui décide si les lois, décrets ou autres projets de loi adoptés par les autorités roumaines sont conformes à la Constitution de ce pays.
Elle est composée de neuf membres, avec trois membres nommés chacun par le président de la Roumanie, le Sénat et la Chambre des députés, pour une durée de 9 ans, non renouvelable. Trois membres sont renouvelés tous les 3 ans.

## Compétence
Selon l'article 144 de la Constitution, la Cour constitutionnelle exerce les pouvoirs suivants :
- statuer sur la constitutionnalité des lois, avant leur promulgation, sur saisine du Président de la Roumanie, du Président de l'une ou l'autre des Chambres du Parlement, du Gouvernement, de la Cour Suprême de Justice, d'un nombre d'au moins 50 députés ou d'au moins 25 Sénateurs, ainsi que, d'office, sur les initiatives de révision de la Constitution ;
- statuer sur la constitutionnalité du règlement du Parlement, sur notification du Président de l'une ou l'autre Chambre, d'un groupe parlementaire ou d'un nombre d'au moins 50 députés ou d'au moins 25 sénateurs ;
- statuer sur les exceptions soulevées devant les tribunaux quant à l'inconstitutionnalité des lois et des ordonnances ;
- veiller au respect de la procédure d'élection du Président de la Roumanie et confirmer les résultats du scrutin ;
- vérifier les circonstances qui justifient l'intérim de l'exercice des fonctions du Président de la Roumanie et faire rapport de ses conclusions au Parlement et au Gouvernement ;
- donner un avis consultatif sur la proposition de suspendre le Président de la Roumanie de ses fonctions ;
- veiller au respect de la procédure d'organisation et de déroulement d'un référendum et en confirmer les résultats ;
- vérifier le respect des conditions d'exercice de l'initiative législative par les citoyens ;
- statuer sur les objections d'inconstitutionnalité d'un parti politique.

## Membres

### Composition actuelle
La Cour constitutionnelle est composée de la manière suivante suivante,, :
| Autorité de nomination | Nom (fonction)            | Début du mandat | Fin du mandat |
| ---------------------- | ------------------------- | --------------- | ------------- |
| Sénat                  | Laura-Iuliana Scântei     | 2022            | 2031          |
| Sénat                  | Marian Enache (Président) | 2016 (2022)     | 2025 (2025)   |
| Sénat                  | Cristian Deliorga         | 2019            | 2028          |
| Chambre des députés    | Dimitrie-Bogdan Licu      | 2022            | 2031          |
| Chambre des députés    | Attila Varga (ro)         | 2016            | 2025          |
| Chambre des députés    | Gheorghe Stan             | 2019            | 2028          |
| Président              | Mihaela Ciochină          | 2022            | 2031          |
| Président              | Livia Stanciu             | 2016            | 2025          |
| Président              | Simina Tănăsescu          | 2019            | 2028          |